# Franz Heinzer
Franz Heinzer (Schwyz, 11 de abril de 1962) es un deportista suizo que compitió en esquí alpino.
Ganó una medalla de oro en el Campeonato Mundial de Esquí Alpino de 1991, en la prueba de descenso. En la Copa del Mundo consiguió diecisiete victorias y 45 podios en total.
Participó en tres Juegos Olímpicos de Invierno, entre los años 1988 y 1994, ocupando el sexto lugar en Albertville 1992, en la prueba de descenso.

## Palmarés internacional
| Campeonato Mundial | Campeonato Mundial             | Campeonato Mundial | Campeonato Mundial |
| Año                | Lugar                          | Medalla            | Prueba             |
| ------------------ | ------------------------------ | ------------------ | ------------------ |
| 1991               | Saalbach-Hinterglemm (Austria) | Medalla de oro     | Descenso           |